# 아일랜드 공화국군 육군평의회
아일랜드 공화국군 육군평의회(영어: IRA Army Council)는 아일랜드 공화국군 임시파(PIRA)의 지도부이다. 7명의 평의원으로 이루어져 있으며, 신페인당 당수 게리 애덤스가 그 중 한 명이라는 것은 확실하다. 2008년 독립감시위원회(IMC)는 IRA 육군평의회가 더 이상 기능하고 있지 않다고 선언했다. 그러나 평의회는 여전히 존재하지는 하며, 해산되지는 않고 있다.

## 같이 보기
- 아일랜드 공화국군 참모총장
- 아일랜드 공화국 법통론